# XXV Festival Internacional de la Canción de Viña del Mar
El XXV Festival de la Canción de Viña del Mar o simplemente Viña 84, se realizó del 8 al 13 de febrero de 1984 en el anfiteatro de la Quinta Vergara, en Viña del Mar, Chile. Fue transmitido por Televisión Nacional de Chile y animado por Antonio Vodanovic y coanimado por Ana María Salinas.
Una de las sorpresas que trajo este festival fue la escenografía, basada en la fachada del Palacio Vergara, diseñada por Pedro Miranda.

## Desarrollo

### Día 1 (Miércoles 8)
- Miguel Bosé
- Daniela Romo
- Ginette Acevedo
- Competencia Folclórica
- Ricchi e Poveri (Ricos y Pobres)
- José Feliciano
- Buddy Richard
- Competencia Internacional
- Titanic

### Día 2 (Jueves 9)
- Titanic
- Massiel
- Competencia Folclórica
- Hermógenes Conache
- Marcelo
- Competencia Internacional
- Palito Ortega
- Ricchi e Poveri (Ricos y Pobres)

### Día 3 (Viernes 10)
- Miguel Bosé
- Sebastián con el grupo "Matices"
- Pimpinela
- Dyango
- Competencia Folclórica
- Perla
- Competencia Internacional
- Checho Hirane
- Massiel
- Johnny Ventura

### Día 4 (Sábado 11)
- Johnny Ventura
- Competencia Folclórica
- Gloria Benavides
- Pimpinela
- Competencia Internacional
- Gloria Simonetti

### Día 5 (Domingo 12)
- José Luis Perales
- Competencia Folclórica
- María Inés Naveillán
- Competencia Internacional
- Ronco Retes
- Sheena Easton
- Andy Gibb
- Premiación Folclórica

### Día 6 (Lunes 13)
- Ganador Competencia Folclórica
- Andy Gibb
- Yuri
- Competencia Internacional
- Dyango
- Sheena Easton
- José Luis Perales
- Premiación Internacional
- Ceremonia final

## Curiosidades
- La trasmisión de la actuación de Hermógenes Conache fue cortada de improviso por los controladores de Televisión Nacional. Se adujo que la rutina del humorista era muy subida de tono. En su lugar, y tras bambalinas, apareció de forma desprevenida Ana María Salinas entrevistando al cantante Sebastián.
- Paulina Nin de Cardona, animadora del certamen en 1983, debió marginarse en esta versión, dado que se encontraba embarazada de su primer hijo, Canuto, el cual nació el 7 de febrero de 1984, un día antes del comienzo del Festival. Por eso, en diciembre de 1983, Ana María Salinas, locutora de continuidad y lectora de noticias del canal, asumió el desafío.
- Michael Jackson fue considerado para formar parte de esta edición del festival debido al alto impacto que estaba teniendo gracias a su álbum Thriller, lo cual los llevó a conversaciones con Epic Records para concretar esta presentación. Finalmente no se llegó a un acuerdo y la discográfica fue contactada al año siguiente para poder lograr otro acuerdo para tener al cantante en el festival, pero TVN no quiso pagar la cifra que se ofrecía por dos horas de espectáculo. Jackson no haría un concierto en el país hasta 1993 con su gira Dangerous World Tour en Santiago, pero nunca se presentaría en el Festival Viñamarino.
- El humorista Ronco Retes, conocido por su personaje de El Meneses, no logra convencer al Monstruo, y fue abucheado.
- Los organizadores del festival quisieron originalmente traer a Elton John, tomando el éxito de su canción Blue Eyes pero al parecer este cobro una suma muy alta, por lo que fue reemplazado por Andy Gibb, quien tuvo una notable presentación con la canción Hey Jude como cierre de su presentación. Elton John no llegaría a Chile por primera vez hasta 1995 y sólo se presentaría en el Festival de Viña del Mar en su edición LIV en febrero de 2013.
- Mientras El Monstruo desaprobaba con una rechifla la rutina del humorista Checho Hirane, él decidió saltar en una cama elástica para intentar revertir su situación con el público, logrando su cometido y llevándose una antorcha de Plata.
- En todo un suceso resultó la venida al país de Sheena Easton, la artista venía acompañada de un nutrido séquito de seguridad convirtiéndola en toda una celebridad de 1.er nivel. Entre los integrantes de la banda con la que se presentó en la Quinta Vergara estaba el teclista Bruce Hornsby, quien años después lograría éxito con una banda propia con temas como That's Just The Way It Is.
- Como un hito en la historia del Festival quedó enmarcada la actuación del merenguero dominicano Johnny Ventura y su "Combo Show", pues fue la primera presentación de un número de música tropical en el escenario de la Quinta Vergara. Ventura y su orquesta hicieron bailar a El Monstruo de principio a fin, siendo un éxito su show.
- Daniela Romo y Miguel Bosé recibieron gran atención periodística por diversos medios de comunicación de diversos países, dado que en ese entonces se comentaba un posible "romance" entre los artistas, Miguel Bosé en sus actuaciones le dedicaba algunos temas a Daniela Romo que emocionada lo observaba desde el palco del jurado, ya que esa era su misión, la popularidad de la estrella mexicana fue tan grande que incluso el cantante y compositor español José Luis Perales la invitó a cantar junto a él su Hit "Celos".
- En un hecho que incomodó a las Autoridades de TVN, Massiel mandó un saludo a Patricio Manns, haciendo célebre la frase Arriba en la Cordillera.

## Jurado Internacional
- Raúl Velasco (presidente del jurado)
- Buddy Richard
- Daniela Romo
- José Goles
- José Luis Uribarri
- Palito Ortega
- Oriana Ortúzar de Sigall
- Rolando Barral
- Ricardo Arancibia
- Pancho Aranda
- Perla
- Augusto Marzagão
- Dyango

## Jurado Folclórico
- Pedro Messone
- Alfredo Sauvalle
- Vicente Bianchi (presidente del jurado)
- Juan Guillermo Prado
- Luis Aguirre Pinto
- Ricardo de la Fuente
- Sergio Lillo

## Competencias
Internacional:
- 1.er lugar:  Chile, «Se te olvida», de Héctor Penroz Brañas, interpretada por Cristóbal.[1]
- 2.º lugar:  Francia, «Nos escribíamos, Annie»,[2] de Claude Velois, Didier Barbelivien y Alain Turban, interpretada por Alain Turban.
- 3.er lugar:  Brasil, «Enredos»,[3] de Carlos Colla, L. A. Ferri y D. França, interpretada por Dudú França.
- Mejor intérprete: Julio Ness, intérprete de «Love is here to say»,  Canadá.

Folclórica:
- 1.er lugar: «Chile, una postal», de Teresa Rodríguez Leiva, interpretado por Los Chacareros de Paine.